# Cicogni
Cicogni (Sìguin in dialetto piacentino), indicato ufficialmente fino agli anni cinquanta del XX secolo come Cigogni, è una frazione del comune di Alta Val Tidone in provincia di Piacenza.
Località dedita prevalentemente al turismo enogastronomico ed escursionistico, Cicogni conta 71 residenti stabili, ai quali si aggiungono, durante le principali festività, diversi turisti e villeggianti.

## Geografia fisica

### Territorio
Cicogni si trova sull'Appennino ligure, nella val Tidoncello, a un'altitudine di 701 m s.l.m. nei pressi della sorgente del Tidoncello Merlingo, uno dei due rami che originano il torrente Tidoncello, tributario di destra del Tidone. L'abitato è localizzato all'estremità meridionale del territorio comunale, in un ambiente tipicamente montano, a circa 5 km a sud di Pecorara, che ne è stato capoluogo comunale fino alla nascita del comune di Alta Val Tidone.
Il centro abitato ubicato sulle pendici del monte Mosso (1.008 m s.l.m.), rilievo posto ad ovest rispetto a Cicogni e parte dello spartiacque con la val Trebbia, che comprende anche il monte Pietra Corva (1.078 m s.l.m.), posto a nord-ovest del paese. Oltrepassato il centro abitato è possibile superare lo spartiacque tramite il valico del colle della Crocetta, anche indicato come Crocetta di Cicogni, e posto ad un'altitudine di 855 m s.l.m.
Circa 4 km a sud-ovest di Cicogni, nei pressi dell'abitato di Praticchia, a breve distanza dal confine con il comune di Romagnese si trova un cratere originato da un vulcano inattivo.

### Clima
| CICOGNI                            | Mesi | Mesi | Mesi | Mesi | Mesi  | Mesi | Mesi | Mesi | Mesi | Mesi | Mesi | Mesi | Stagioni | Stagioni | Stagioni | Stagioni | Anno  |
| CICOGNI                            | Gen  | Feb  | Mar  | Apr  | Mag   | Giu  | Lug  | Ago  | Set  | Ott  | Nov  | Dic  | Inv      | Pri      | Est      | Aut      | Anno  |
| ---------------------------------- | ---- | ---- | ---- | ---- | ----- | ---- | ---- | ---- | ---- | ---- | ---- | ---- | -------- | -------- | -------- | -------- | ----- |
| T. max. media (°C)                 | 5,0  | 6,0  | 9,6  | 13,6 | 17,5  | 21,4 | 24,6 | 23,5 | 20,1 | 14,7 | 8,8  | 6,2  | 5,7      | 13,6     | 23,2     | 14,5     | 14,2  |
| T. min. media (°C)                 | −0,5 | 0,3  | 3,0  | 6,0  | 10,0  | 13,6 | 16,4 | 15,9 | 13,4 | 9,1  | 3,6  | 0,7  | 0,2      | 6,3      | 15,3     | 8,7      | 7,6   |
| Precipitazioni (mm)                | 29,7 | 42,8 | 51,5 | 90,4 | 113,3 | 82,3 | 46,4 | 73,4 | 63,7 | 73,8 | 51,1 | 29,3 | 101,8    | 255,2    | 202,1    | 188,6    | 747,7 |
| Giorni di pioggia                  | 4    | 5    | 6    | 8    | 10    | 8    | 5    | 6    | 5    | 5    | 5    | 4    | 13       | 24       | 19       | 15       | 71    |
| Eliofania assoluta (ore al giorno) | 4,6  | 4,6  | 4,5  | 4,6  | 5,7   | 6,0  | 7,4  | 7,0  | 4,7  | 3,8  | 3,9  | 4,3  | 4,5      | 4,9      | 6,8      | 4,1      | 5,1   |

## Storia

### Epoca antica e medievale
La zona di Cicogni fu abitata sin dalla Preistoria, come testimoniato dal ritrovamento nei pressi della frazione dei resti di alcuni insediamenti.
In epoca romana la zona fu sede di alcuni insediamenti; secondo l'etnografo francese Charles Athanase Walckenaer Cicogni potrebbe essere identificata come il fundus Succonianus citato nella tabula alimentaria traianea di Veleia. Successivamente, Cicogni viene citata tra i possedimenti dell'abbazia di San Colombano di Bobbio in un documento risalente agli ultimi anni del X secolo, dove è menzionata come parte del beneficio "Rodulfus, e in un diploma opera di papa Lucio II datato 15 marzo 1144.
Secondo alcuni storici locali, presso Cicogni passava uno degli itinerari della Via Patrania, antichissimo sentiero di origine ligure che collegava Genova alla pianura Padana; tale diramazione si estendeva sui crinali facenti da spartiacque tra le vallate seguendo la linea monte Penice-monte di Pietra Corva. Presso Cicogni transitava, inoltre, l'itinerario medievale detto Via delle Rocche, deviazione della via Francigena, che iniziava da San Colombano al Lambro e terminava a Bobbio, che veniva raggiunto dopo aver valicato il colle della Crocetta.
Nella seconda metà del XII secolo nacque a Cicogni, secondo alcune fonti, il cardinale Jacopo da Pecorara che fu vescovo di Palestrina, abate dell'abbazia delle Tre Fontane di Roma, legato pontificio per conto di papa Gregorio IX e mentore per il futuro papa Gregorio X.
Nella seconda metà del XIV secolo, Cicogni, così come le zone circostanti, vennero conquistate dai Visconti, i quali, nel 1378, investirono il loro condottiero Jacopo Dal Verme del possesso della rocca d'Olgisio, a cui, nel 1380, venne aggiunto tutto il comprensorio dell'alta val Tidone, incluso Cicogni. Il paese venne in seguito ceduto dai Dal Verme alla famiglia Scotti di Mezzano, che, a sua volta, nel 1393, lo cedette ad Ubertino Fulgosi, per poi riottenerlo pochi anni dopo in seguito alla morte di quest'ultimo e rivenderlo, infine, ai Dal Verme.
Nel 1430 venne concesso in feudo a Facino Mascaretti da parte della famiglia Dal Verme. In questi anni la parrocchia di Cicogni fu aggregata a quelle di Busseto e Caprile; nello stesso periodo vennero costruiti un avamposto di osservazione dotato di una torre alta più di 16 m e un piccolo castello avente anch'esso funzione di avamposto nell'ambito del sistema difensivo dello stato vermesco.

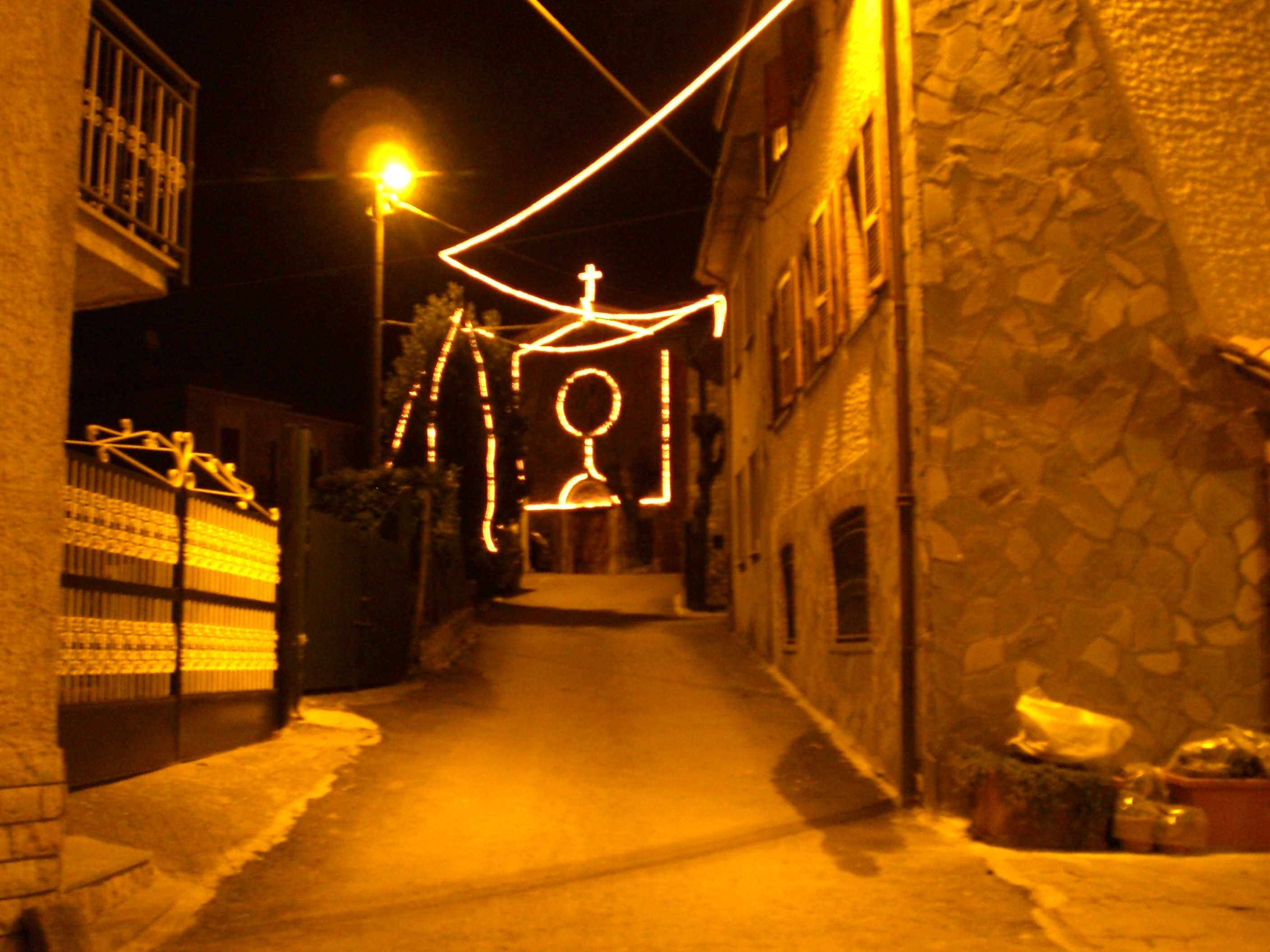
La via della chiesa illuminata con, sullo sfondo, la chiesa parrocchiale

### Epoca moderna
Nel 1556 nacque a Cicogni padre Fedele Monti, al secolo Gianfrancesco Monti, il quale, dopo essere stato oggetto di una conversione tardiva avvenuta al termine di una giovinezza irrequieta, entrò nel 1582 nell'ordine barnabita con il nome di Fedele. Diventato sacerdote nel 1586, negli anni successivi svolse diversi incarichi come preposto tra Cremona, Vercelli e, nel 1595, Casale Monferrato, presso la chiesa di San Paolo che era, all'epoca in fase di costruzione. In seguito svolse lo stesso ruolo nella Chiesa di San Barnaba di Milano. Negli anni successivi divenne prima assistente generale dell'Ordine, poi visitatore generale. Nel 1617 divenne Superiore della chiesa e dell'annesso collegio di Santa Croce di Casalmaggiore, carica che mantenne fino al 21 maggio 1620, quando venne eletto padre provinciale per la provincia Piemontese-Gallica dei Barnabiti, la quale comprendeva il Piemonte e la Savoia. Terminato il mandato di padre provinciale tornò a Casalmaggiore ricoprendo il precedente ruolo di Superiore, che mantenne durante l'epidemia di peste manzoniana, nella quale trasformò il collegio in lazzaretto per la cura dei malati nel quale morì, dopo aver contratto la malattia il 12 giugno 1630.
All'interno di una relazione di relativa a una visita episcopale del 1596 vengono delineate le condizioni della chiesa parrocchiale, realizzata in pietra e dotata di una piccola torre campanaria, essa veniva ritenuta idonea al culto: mentre il sagrato, che ospitava anche il locale cimitero ed era delimitato da un muretto di canne, venne giudicato non idoneo. La primitiva funzione cimiteriale del sagrato è, peraltro, confermata dal dialetto locale, lingua nel quale il sagrato viene chiamato simitéri, con probabile derivazione dal francese cimetière.
Nel 1748, con il trattato di Aquisgrana, Cicogni divenne ricevitoria (dogana) di 6ª classe del ducato di Parma e Piacenza: esso ospitava una guarnigione con un capitano, una prigione per i contrabbandieri nonché un ricevitore (funzionario amministrativo delle dogane ducali); Cicogni viene espressamente nominata quale punto di confine anche nel Regolamento dè confini tra le Corti di Torino e Parma. La torre e l'ufficio della Dogana furono, in seguito, abbattuti negli anni quaranta del XX secolo perché pericolanti.

### Epoca contemporanea
Nel 1812, durante il periodo napoleonico, l'applicazione dell'editto di Saint Cloud rese necessaria la sistemazione del sagrato: il vescovo di Piacenza, monsignor Scribani-Rossi, invitò la popolazione ad approfittarne per la riedificazione della chiesa parrocchiale, la quale versava in pessime condizioni ed era diventata ormai troppo piccola per accogliere i fedeli. La ricostruzione dell'edificio venne, quindi, realizzata nel 1813.

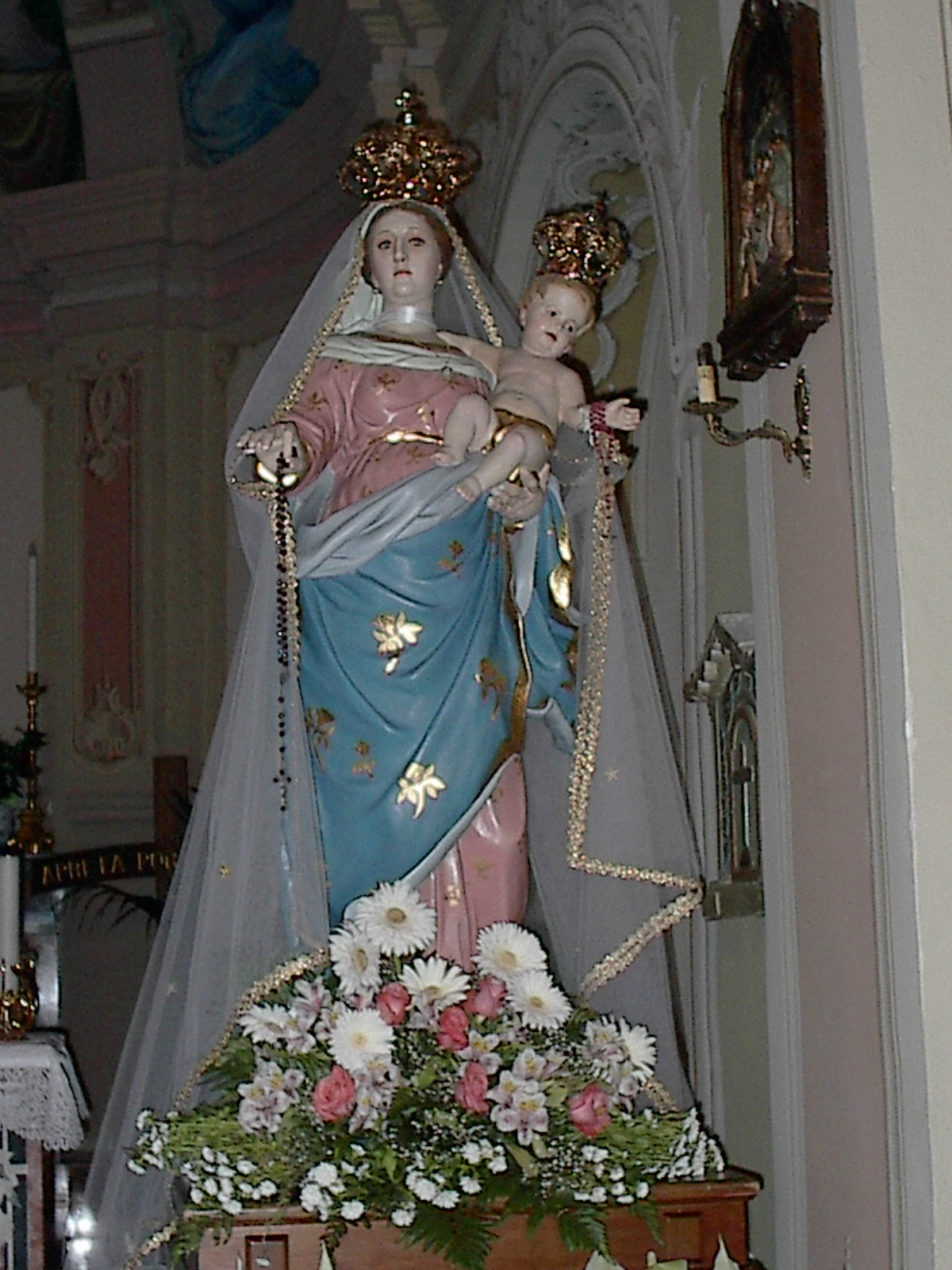
Statua raffigurante la Vergine delle Grazie di Cicogni

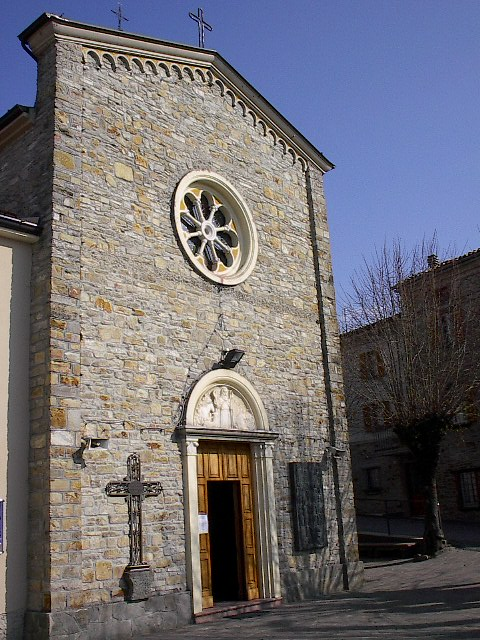
La facciata della chiesa parrocchiale

Nel 1836 il paese venne colpito da una epidemia di colera: i Cicognesi, come si legge negli Archivi parrocchiali, fecero voto alla Madonna delle Grazie di dedicarle quale giorno festivo anche il lunedì seguente la festa patronale, la quale cadeva la 2ª domenica d'agosto. Dopo la fine dell'epidemia, attribuita un Miracolo dovuto all'intercessione della Madonna da parte degli abitanti di Cicogni, il giorno successivo alla 2ª domenica d'agosto venne considerato il "Lunedì della Festa", che da quel momento venne celebrato con riti religiosi e civili, senza, tuttavia, la presenza di danze, in segno di rispetto per i morti avuti nel corso dell'epidemia.
Nel 1896 san Giovanni Battista Scalabrini, vescovo di Piacenza, ri-eresse dopo 500 anni la parrocchia di Cicogni. Durante la sua prima visita episcopale al paese, la relazione del parroco del tempo dice che, commosso dalla festosa accoglienza dei cicognesi, il vescovo abbia esclamato: "Mi sembra di entrare nella santa Gerusalemme!". In seguito, dando l'incarico di parroco a don Carlo Ferrari, gli disse (come quest'ultimo afferma nelle sue Memorie): "La mando tra brava gente". L'affetto dei cicognesi per monsignor Scalabrini è testimoniato dalla presenza di una lapide in suo onore apposta nella chiesa parrocchiale.
Durante la seconda guerra mondiale, nell'ambito della guerra di liberazione italiana, fu una delle basi della 1ª Divisione GL Piacenza del comandante Fausto Cossu, e, di conseguenza, fu contesa in diversi scontri tra le formazioni partigiane ed i nazifascisti. In particolare, fu uno degli obiettivi del rastrellamento condotto nel novembre-dicembre 1944 da parte dalla divisione Turkistan: durante quest'episodio, il 18 dicembre 1944 vennero sorpresi dalle truppe tedesche tre partigiani, i quali erano ospitati da una famiglia del paese, che vennero immediatamente fucilati; qualche giorno dopo, nel viale che conduce al cimitero, venne ucciso il partigiano Mario Busconi, poi insignito della medaglia di bronzo al valor militare.
Al termine del conflitto, a partire dagli anni cinquanta, Cicogni risentì dello spopolamento, che coinvolse anche altre località appenniniche e vide l'emigrazione di un consistente numero di cittadini verso le città, in particolare Piacenza e Milano.

### Simboli
Il simbolo della frazione rappresenta due cicogne e, sullo sfondo, il monte Pietra Corva. Lo stemma è contornato da una fascia verde, uno dei due colori, insieme al bianco, simbolo della frazione. Tale stemma nasce dalla diffusa credenza popolare che il nome del paese derivi dal suo essere luogo di passaggio lungo la rotta migratoria delle cicogne.

## Monumenti e luoghi d'interesse

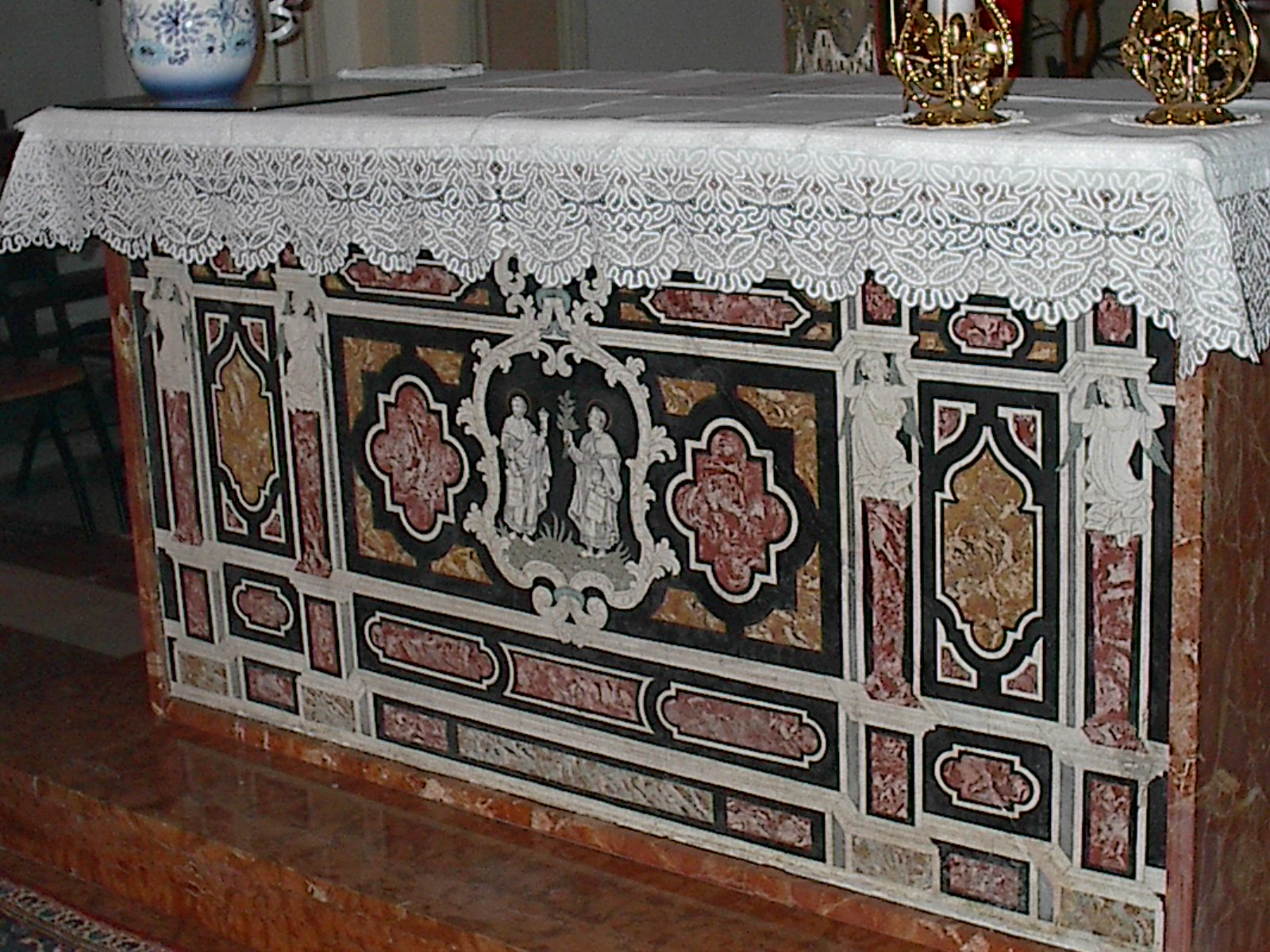
Altare in scagliola del XVIII sec. dedicato ai Santi Cosma e Damiano

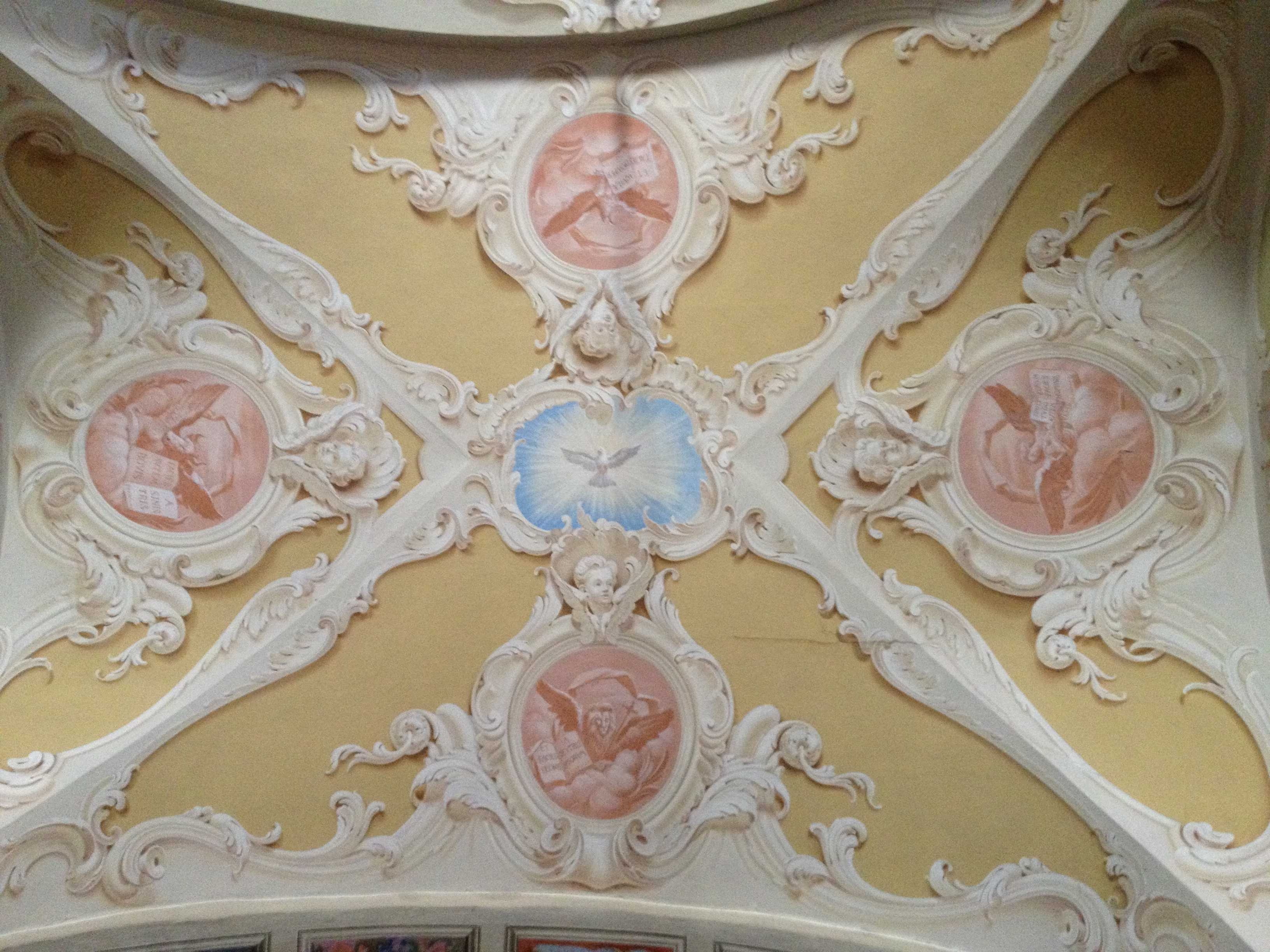
Affresco del presbiterio, opera di Angelino Capelli raffigurante lo Spirito Santo ed i 4 Evangelisti

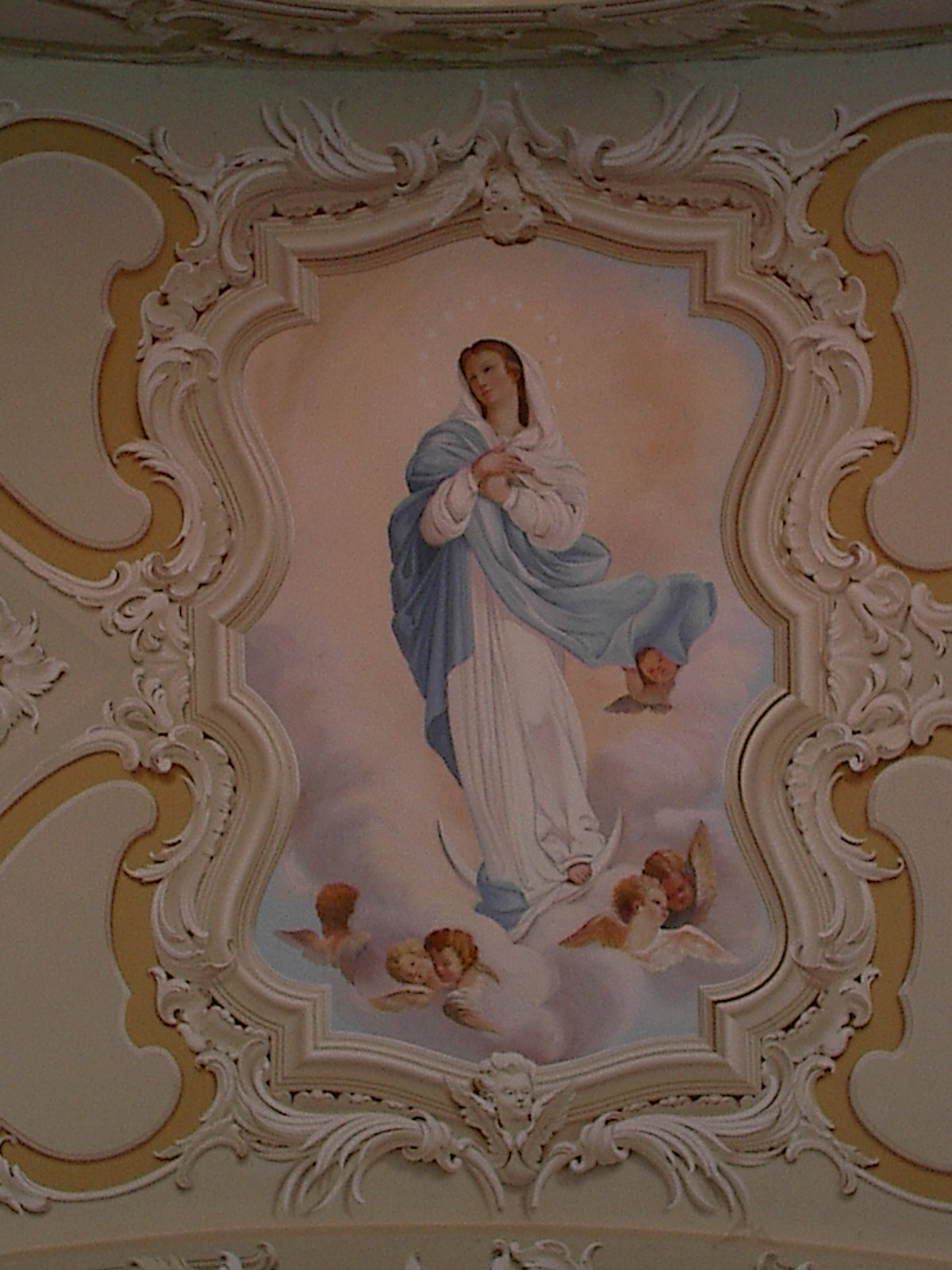
L'affresco dell'Assunta posto nella navata della chiesa parrocchiale

Chiesa di Sant'Antonio AbateCitata per la prima volta alla fine del XVI secolo nei resoconti della visita episcopale condotta dal vescovo di Piacenza Rangoni, come alle dipendenze della pieve di Roccapulzana, la chiesa parrocchiale venne ricostruita completamente nel 1813. La facciata è realizzata in pietra a vista in stile neogotico ed è preceduta da un sagrato lastricato di limitate dimensioni. Ai lati della facciata sono presenti due lesene che si estendono per tutta l'altezza dell'edificio, mentre una cornice decorata con archetti pensili è presente lungo i rampanti del tetto. L'accesso all'interno avviene tramite un singolo portale, posto in posizione centrale, sormontato da un bassorilievo marmoreo in cui è rappresentato Sant'Antonio Abate, al quale l'edificio è dedicato, e chiuso ai due lati dalla presenza di due lesene di ordine corinzio. Al di sopra del portale è presente un rosone di forma circolare. L'interno presenta uno schema basilicale a navata singola la quale si divide in due campate con volta a botte. La navata presenta delle lesene di ordine dorico sormontate da una trabeazione. Ai lati della navata si aprono due nicchie generate da archi a tutto sesto all'interno delle quali si trovano degli altari. Il presbiterio, realizzato in marmo rosso di Verona, è sopraelevato rispetto alla navata ed è accessibile tramite due gradini. L'altare maggiore, anch'esso in marmo rosso, presenta un paliotto in scagliola. L'edificio termina nell'abside, dalla caratteristica forma semicircolare, che è tripartito da lesene di ordine dorico e coperto da una volta a vele. Esso venne decorato negli anni '50 del XX secolo da parte dell'artista Paolo Novara.
Giardino botanico alpino di Pietra CorvaSituato a 950 m s.l.m. sulle pendici della Pietra Corva, al confine con il territorio comunale di Romagnese, nei pressi dello spartiacque tra la val Tidone e la val Tidoncello, venne fondato nel 1967 dal veterinario e naturalista Antonio Ridella con l'obiettivo di conservare la presenza di piante caratteristiche delle alte quote provenienti da varie parti del mondo, tra le quali la rara Meleagride. Gestito a cura della provincia di Pavia e parte dell'Associazione internazionale giardini botanici alpini, a partire dal 2004 ospita la sede del centro studi dell'Appennino settentrionale.

## Cultura
Questo paese fa parte del territorio culturalmente omogeneo delle quattro province (Alessandria, Genova, Pavia, Piacenza), caratterizzato da usi e costumi comuni e da un importante repertorio di musiche e balli molto antichi. Strumento principe di questa zona è il piffero appenninico che accompagnato dalla fisarmonica, e un tempo dalla müsa (cornamusa appenninica), guida le danze e anima le feste, in particolare la questua del calendimaggio, che nel territorio valtidonese viene chiamato galina grisa. Durante questo rito, viene organizzato, fin dal mattino, un corteo che visita le case del borgo portando l'augurio del maggio, tra cori, musica e balletti.

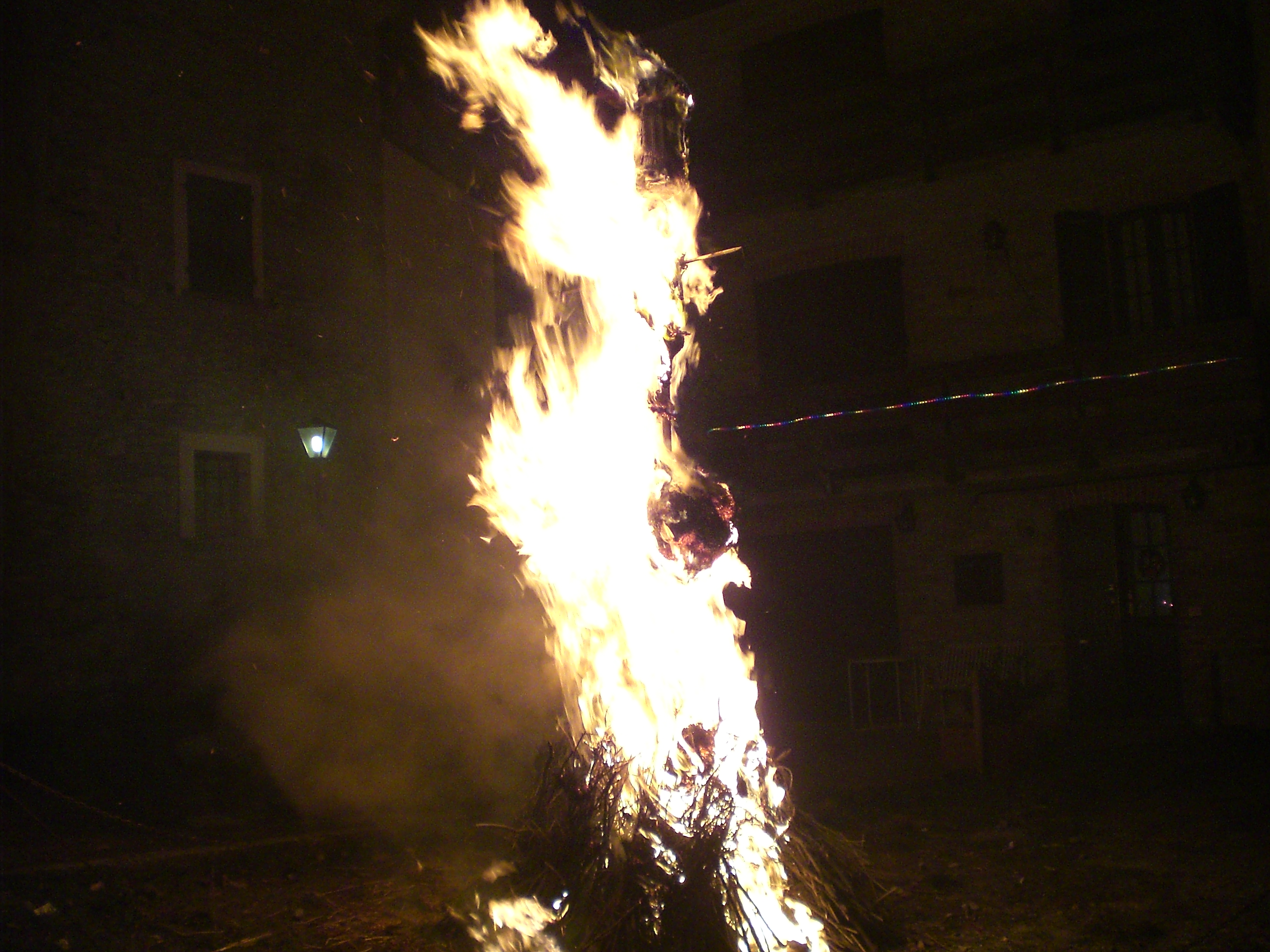
Cicogni, rogo della "vecchia" a San Silvestro

### Eventi
- Tutti gli anni, nel periodo natalizio, sul sagrato viene approntato il tradizionale presepe con antiche statue di gesso dipinte a mano. È tradizione non smontare il presepe all'Epifania, ma lasciarlo in mostra sino alla festa patronale di Sant'Antonio abate, la quale cade il 17 gennaio.
- La notte di Capodanno, a mezzanotte, è usanza bruciare la "vecchia", simbolo dell'anno vecchio. Il rogo avviene nella piazza principale, e dà il via ai festeggiamenti per l'anno nuovo.
- La festa della Gallina grigia, detta in dialetto galina grisa, e assimilabile al calendimaggio, la quale ha luogo nei primi giorni di maggio e ha lo scopo di festeggiare l'arrivo della primavera, momento fondamentale per la comunità agricola. Durante questa ricorrenza viene organizzato un corteo, alla cui testa vengono posti dei suonatori, lungo le strade del paese. Questo corteo passa di casa in casa, e, ciascuno, - al passare della laica processione - offre da mangiare e da bere, specialmente uova, con cui verrà cucinata una frittata la quale verrà, poi, condivisa tra tutti gli abitanti. Ad ogni fermata, i cantori intonano la filastrocca beneaugurale: E l'è arrivà il primo di maggio/con l'erba e con la foglia/E con l'erba e con la foglia/la fresca rugiada seguita da altre strofe beneagurali sugli ospiti. Il canto termina con l'augurio dialettale Campa la ciössa con tütt i so ciussein/crapa la vulp, con tütt i so vulpein, ovvero Campi la gallina, con tutti i suoi pulcini/crepi la volpe con tutti i suoi piccoli, ad augurare quindi prosperità all'economia domestica di ogni abitazione[26].

## Infrastrutture e trasporti
Il centro abitato di Cicogni è servito dalla strada provinciale 34 di Pecorara, la quale si dirama dalla strada statale 412 della Val Tidone nei pressi di Nibbiano, attraversa l'ex capoluogo comunale Pecorara, raggiunge Cicogni per, poi, proseguire valicando il colle della Crocetta e confluendo nella strada statale 461 del Passo del Penice in comune di Bobbio.
Cicogni è servita dalla linea EC1 del trasporto extraurbano della provincia di Piacenza, operata da SETA, la quale collega Cicogni a Pecorara e Nibbiano, località nella quale è possibile trovare una coincidenza per raggiungere Piacenza.